# Gutturnium
Gutturnium is een geslacht van weekdieren uit de klasse van de Gastropoda (slakken).

## Soorten
- Gutturnium muricinum (Röding, 1798)

### Synoniemen
- Gutturnium gracile (Reeve, 1844) => Reticutriton pfeifferianus (Reeve, 1844)